# William Furst
William Wallace Furst, né le 25 mars 1852 à Baltimore et décédé le 11 juillet 1917 à Freeport (New York), est un compositeur américain de comédies musicales, chef d'orchestre, connu surtout pour ses musiques de scènes pour des productions théâtrales de Broadway.

## Biographie
William Furst est né à Baltimore, dans le Maryland. Il y étudie la musique et devient organiste d'église à l'âge de 14 ans.
Il produit et dirige son premier opéra comique, Electric Light en 1878. Pour les cinq saisons suivantes, il obtient des engagements comme chef d'orchestre de l'opéra. Dans les années 1880, il compose de la musique de scène pour Herbert Beerbohm Tree, Maude Adams, Otis Skinner, William Faversham, Viola Allen et Leslie Carter. Il compose la musique pour cinq productions de Shakespeare avec Margaret Anglin au Berkeley Stadium en Californie, ainsi que sa production d' Electra. Il écrit une de ses premières opérettes, My Geraldine, en 1880.
À la fin des années 1880 et au début des années 1890, Furst est chef d'orchestre au théâtre Tivoli à San Francisco. Il compose son unique opéra, Theodora, pour le Tivoli. En 1892, c'est une opérette à succès : The Isle of Champagne. En 1893, il publie The Girl I Left Behind Me et s'installe à New York, devenant le directeur musical de l'Empire Theater. La même année, il compose la musique (avec Charles Alfred Byrne et Louis Harrison) de la comédie musicale Miss nicotine avec Lillian Russell et Marie Dressler. Furst écrit également pour l'Empire The Little Trooper, avec Della Fox (1894), puis The Little Minister (1897). En 1898, il compose A Normandy Wedding (une adaptation du français Papa Gougon), qui reçoit un accueil enthousiaste à New York au Herald Square Theatre.
En 1900, Furst travaille comme compositeur/arrangeur de musique de scène pour accompagner des productions théâtrales, comme par exemple des drames de David Belasco et Charles Frohman. Deux pièces de Belasco, avec musique de scène de Fürst, Madame Butterfly et The Girl of the Golden West,, ont fait l'objet d'opéras de Giacomo Puccini qui avait assisté à leurs productions de New York. Le musicologue Allan W. Atlas a montré que Puccini s'est inspiré de la musique de Furst pour son opéra La Fanciulla del West. Sa dernière composition théâtrale est la musique pour Jeanne d'Arc, avec Geraldine Farrar, qui a fait l'objet d'une adaptation cinématographique de Cecil B. DeMille.
William Furst décède en 1917 à son domicile à Freeport, Long Island, New York, à l'âge de 66 ans des suites d'une blessure au pied en faisant du jardinage.

## Œuvres principales

### Comédies musicales et opérettes
| - 1880 My Geraldine - 1892 The Isle of Champagne - 1893 Princess Nicotine - 1894 The Little Trooper | - 1895 Fleur-De-Lis - 1897 The Little Minister - 1898 A Normandy Wedding - 1909 The White Sister |

### Musique de scène
| - 1888 She - 1891 Miss Helyett - 1895 The Heart of Maryland - 1898 Christian - 1899 Sherlock Holmes - 1900 A Royal Family - 1900 Adventures of François - 1900 Richard Carvel - 1900 Lost River - 1900 Madame Butterfly - 1901 Brother Officers - 1901 Colorado - 1901 Du Barry - 1901 Quality Street | - 1902 Iris - 1902 The Darling of the Gods - 1904 The Music Master - 1905 Adrea - 1905 The Girl of the Golden West - 1906 Pippa Passes - 1906 The Rose of the Rancho - 1907 The Christian Pilgrim - 1908 The World and His Wife - 1908 The Winterfeast - 1911 The Return of Peter Grimm - 1913 Evangeline |

### Musique de film
- 1916 The Green Swamp
- 1916 Let Katie Do It
- 1917 Joan the Woman